# Міжнародна школа Естонії
Міжнародна школа Естонії (англ. International School of Estonia, ест. Eesti Rahvusvaheline Kool) — приватна міжнародна школа, розташована в центральному районі столиці Естонії Таллінна. У школі виховуються та навчаються діти, як іноземних громадян і репатріантів, так і діти громадян Естонії, віком від 3 до 19 років.
Школа є членом Ради міжнародних шкіл (англ. Council of International Schools — «CIS»), Європейської Ради міжнародних шкіл, (англ. European Council of International Schools — «ECIS») та Центральної та східної асоціації європейських шкіл (англ. Central and Eastern European Schools Association — «CEESA»).
Школа перебуває під опікою «Управління міжнародними школами» Державного департаменту США, яке рекомендує цю школу для здобуття середньої освіти дітьми чи утриманцями громадян США, що тимчасово перебувають чи проживають на території Естонії.

## Історія
У 1995 році зусиллями чотирьох дипломатів, які прагнули дати своїм дітям сучасну освіту міжнародного зразка та можливість здобувати вищу освіту у кращих навчальних закладах світу, була створена «Початкова міжнародна школа Естонії». На той час у школі навчалося 17 учнів. Шкільні класи розташувалась у невеликому житловому будинку.
Вже через два роки кількість учнів зросла до 70 і у 1997 школа переїхала до нового приміщення, потіснивши Талліннську медичну школу. У школі було відкрито середні класи і восени 1998 учні пішли у 9 клас. Були облаштовані тренажерна зала, ігрові та спортивні майданчики, кафетерій, зала засідань.
У 1999 у школі відбулися кардинальні зміни. Було зареєстровано нову юридичну особу — «Міжнародну освітню асоціацію Естонії» (ест. Mittetulundusühing «International Education Association of Estonia» (MTÜ IEAE)), яка опікувалася трьома міжнародними школами:
- Міжнародний дошкільний заклад Естонії;
- Міжнародна школа Естонії;
- Міжнародна гімназія Естонії.

Для надання можливості учням школи здобувати диплом міжнародного зразка, починаючи із 2000 року, асоціація розпочала впроваджувати у навчальний процес освітні програми «IB World School» (укр. «Світової школи міжнародного бакалаврату»). Цього ж року школа переїздить до центральної частини міста, зайнявши приміщення, у старовинній будівлі 1800-их років, що належали Міністерству освіти, потіснивши кулінарну школу. З часом, поступово ремонтуючи та реконструюючи будівлю, школа стає її одноосібним господарем.
13 травня 2003 року була акредитована перша програма міжнародного бакалаврату «Diploma Programme» (укр. Програма для здобуття диплома) — програма повної загальної середньої освіти, орієнтована на учнів старших 11 та 12 класів, власником та розробником цієї програми — некомерційним освітнім фондом «International Baccalaureate®», а 22 грудня цього ж року завершується акредитація «Primary Years Programme» (укр. Програма ранніх років) — програма дошкільної підготовки та початкової освіти, орієнтована на вихованців дитячого садочка та учнів від 1 до 5 класів. Перші IB-дипломи випускники отримали навесні 2005-го.
У 2004 році на щорічних загальних зборах Асоціації, було прийнято рішення, що Міжнародна гімназія Естонії повинна була бути об'єднана з Міжнародною школою Естонії. З цього моменту до асоціації стали входити «Міжнародний дошкільний заклад Естонії» та «Міжнародна школа Естонії».
Починаючи з 2005-го школа розпочинає орендувати зали, майданчики та споруди Талліннського спорткомплексу «Таллінн Спортс Арена». Протягом 2007—2010 років школа проводить ряд будівельних та реконструкційних робіт з облаштування шкільних і допоміжних приміщень.
7 березня 2017-го школа завершила акредитацію освітніх програм «IB World School» (укр. «Світової школи міжнародного бакалаврату»), акредитувавши і «Middle Years Programme» (укр. Програма середніх років), орієнтовану на учнів 6—10 класів, і стає першою в Естонії міжнародною школою, яка пропонує учням програми міжнародного бакалаврату на всіх освітніх рівнях.
19 червня 2017 року школа була пере-акредитована Радою міжнародних шкіл на новий термін.

## Опис
Школа розташована у зеленій парковій частині центру Таллінна поруч із басейном у «Пуламайе-парк» (ест. Poolamäe Park), «Центральним стадіоном Калеві» (ест. Kalevi Central Stadium), спорткомплексом «Таллінн Спортс Арена» (ест. Tallinn Sports Arena), відомим готелем «Олімпія» (ест. Radisson Blu Hotel Olümpia), що символізує надуті вітрила, і який було побудовано для спортсменів вітрильного спорту Літніх Олімпійських ігор 1980, Об'єднаного центру передових технологій з кібероборони НАТО, що був створений у відповідь на координовані з Росії кібератаки хакерів, та військовим кладовищем, де встановлено Пам'ятник «Бронзовий солдат». Завдяки такому розташуванню можна за 10 хвилин дійти до Старого міста, а за 5 хвилин — доїхати до Талліннського міжнародного аеропорту дорогою, що проходить берегом озера Юлемісте.
Основний кампус школи розташовується у відреставрованій та перебудованій старовинній будівлі 1800-их років, спорудженої на той час як солдатські бараки і конюшні. Основні будівельні роботи були виконані у 2007—2010 роках за участі фінських архітекторів, однак, школа і наразі продовжує перебудовуватися. Проект сучасної школи виконано талліннською компанією «Salto Architects».
Школа забезпечена 19 класними кімнатами, науковими лабораторіями, бібліотекою (більше, ніж 10 000 томів), тренажерною залою і дитячим майданчиком, зонами для відпочинку і занять спортом під час перерви. Окрім цього, школа орендує спортивні зали, майданчики та споруди «Таллінн Спорт Арена», та корти тенісного клубу. У школі діє програма забезпечення учнів iPad, які повністю охоплені шкільною мережею Wi-Fi.
Для забезпечення можливості проведення конкурсів, театральних вистав, урочистостей та шкільних свят школа орендує театральні зали.
ISE повністю визнана урядом і ліцензована Міністерством освіти і науки Естонії. Власником школи є «Міжнародна освітня асоціація Естонії». Школою керує Рада директорів, яка щорічно обирається батьківським комітетом.